# Kuncsorba, Jász-Nagykun-Szolnok
Kuncsorba  este un sat în districtul Törökszentmiklós, județul Jász-Nagykun-Szolnok, Ungaria, având o populație de 675 de locuitori (2011). 

## Demografie
Componența etnică a satului Kuncsorba
     Maghiari (100%)
Componența confesională a satului Kuncsorba
     Reformați (31,41%)
     Fără religie (25,04%)
     Necunoscută (43,56%)
Conform recensământului din 2011, satul Kuncsorba avea 675 de locuitori. Din punct de vedere etnic, majoritatea locuitorilor (100,0%) erau maghiari. Nu există o religie majoritară, locuitorii fiind reformați (31,41%) și persoane fără religie (25,04%). Pentru 43,56% din locuitori nu este cunoscută apartenența confesională.